# Treasure Hunt
Treasure Hunt je termín, který je v současné době spjat zejména s realizací (GPS) geolokačních her a programů. Treasure Hunt je GPS hra, při které se týmy pohybují s tablety v terénu, hledají poklady, odpovídají na otázky a plní úkoly. Existuje zde jistá podobnost s geocachingem, při němž se pomocí GPS souřadnic hledá ukrytý poklad. Treasure Hunt je ovšem více svázán s nejmodernějšími technologiemi. Na rozdíl od Geocachingu, který historicky vycházel zejména ze specializovaných GPS přístrojů, jsou geolokační hry typu Treasure Hunt spojovány spíše s mobilními telefony a tablety, na kterých je nainstalován speciální software. Většina dostupného softwaru je komerčního (zakázkového) původu, protože je využíván zejména teambuildingovými firmami při realizaci firemních akcí. Hry typu Treasure Hunt jsou známe i pod dalšími názvy, jako například Terra Hunt, Hunter Games, Geofun, Scavenger Hunt nebo City Hunt. Kromě elektronické verze hry, se termín Treasure Hunt také využívá pro označení hry, při které se hráči pohybují v terénu s pomocí map, buzol a dalších fyzických předmětů.
Cílové skupiny hráčů:
- Týmy
- Individuální hráči

Oblasti využití:
- Zábava
- Cestovní ruch
- Firemní akce
- Teambuilding
- Firemní rozvoj
- Vzdělávání